# Фальконьери, Юлиана
Юлиана Фальконери (1270, Флоренция — 1341, Флоренция) — итальянская монахиня, основательница женского монашеского ордена терциариев-сервитов (oblates servites).

## Биография
Юлиана Фальконери родилась в богатом флорентийском купеческом семействе; под влиянием своего дяди Алексиса Фальконери ещё в детстве решила стать монахиней и была пострижена в послушницы в 1285 году и в монахини в 1305 году, после смерти матери, основав первый монастырь сервиток и став его настоятельницей. Для своего ордена она составила строгий устав, утвердила ношение тёмных монашеских одеяний с белыми вуалями. Монахини ордена занимались в первую очередь уходом за больными.
Юлиана руководила орденом на протяжении 35 лет, скончалась от желудочного заболевания и вскоре после смерти стала считаться святой. В 1420 году орден женский орден сервитов был признан папой Мартином V, а папа Бенедикт XIII также разрешил отмечать им праздник Юлианы. 26 июля 1637 года была беатифицирована папой Иннокентием XII, а 16 июня 1737 года канонизирована папой Климентом XII, который сделал 19 июня, день её смерти, днём почитания во всей католической церкви.